# Emin Murat Bilgel

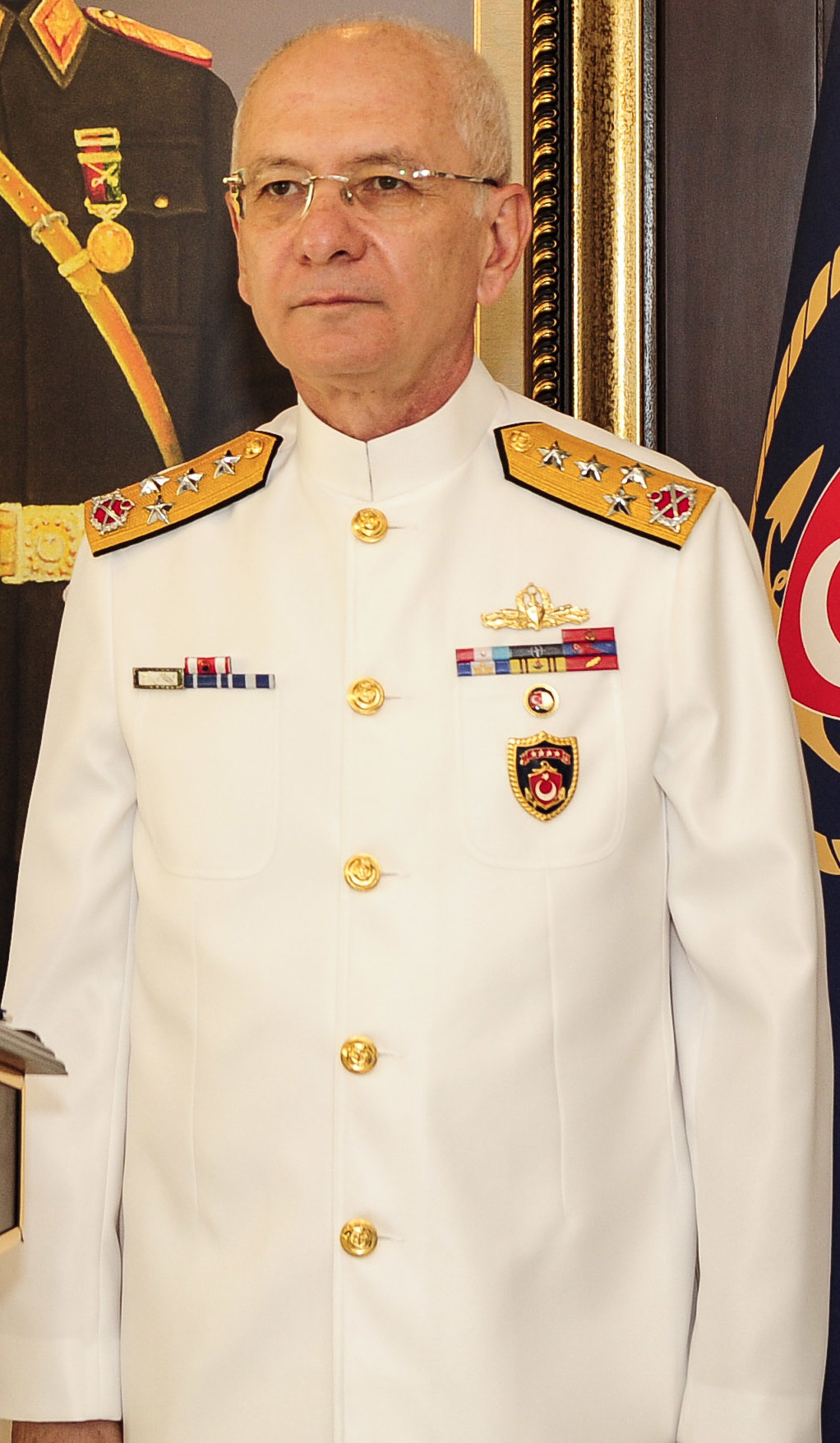
Emin Murat Bilgel

Emin Murat Bilgel (* 1952 in Istanbul) ist ein türkischer Admiral. Seit August 2011 ist er Kommandeur der Türkischen Marine.

## Leben
Er war 1970 Absolvent der Marineakademie und ließ sich in den nächsten zwei Jahren zum Offizier ausbilden. Danach tat er bis 1978 Dienst auf verschiedenen Schiffen. Am Colleg der Kriegsmarine wurde Bilgel dann weiter ausgebildet. 1997 wurde er zum Konteradmiral ernannt, 2005 zum Vizeadmiral und schließlich im August 2009 zum Admiral befördert. Admiral Bilgel erhielt am 30. August 2011 das Oberkommando über die Marine und wurde damit Nachfolger von Admiral Eşref Uğur Yiğit.